# 青山美保
青山 美保（あおやま みほ、1972年1月30日 - ）は、テレビ岩手の元アナウンサー。

## 来歴
北海道旭川市出身。北海道旭川北高等学校、新潟大学卒業。
1994年に大学を卒業後、テレビ岩手に入社。同局のアナウンサーになり、9年半にわたって『ニュースプラス1いわて』のキャスターを務めた。
2006年3月31日をもって番組を卒業。同時にテレビ岩手も退社し、旭川へ帰郷した。